# Normandy (Surrey)
Normandy – wieś w Anglii, w hrabstwie Surrey, w dystrykcie Guildford. Leży 46 km na południowy zachód od centrum Londynu. Miejscowość liczy 2987 mieszkańców.